# Soyer du Québec
Le soyer du Québec est une sélection d'asclépiade commune destinée à l'exploitation industrielle en utilisant une régie de culture fourragère - une matière végétale produite par des prairies naturelles ou cultivées dont la tige, ou une partie de celle-ci, est généralement destinée à l’alimentation des ruminants ou à l’industrie.
L'appellation « Soyer » provient du naturaliste Charles Sigisbert Sonnini qui l'avait importé en France. Aujourd'hui, nous appelons des « soyerculteurs » les producteurs qui cultivent la soie du Québec.

## Applications industrielles
La culture de cette plante vivace laisse un bilan positif de matière organique, en plus de favoriser la qualité du sol par un système racinaire profond.
Des follicules du soyer, récoltés une fois l'an de septembre à octobre, on extrait la soie dont les propriétés particulières en font un substitut écologique aux matériaux synthétiques de plusieurs applications dont les absorbants pétroliers, isolant pour vêtements ou panneaux acoustiques. 
La culture du soyer a d'ailleurs fait l'objet d'une étude dans le cadre du programme Cultivons l'avenir propulsé par les gouvernements du Québec et du Canada dans laquelle on rappelle les applications possibles pour l'industrie.
La récolte ne s’effectue qu’après le départ des papillons monarques.